# Rudy Riou
Rudy Riou (n. 22 ianuarie 1980, Béziers) este un fotbalist francez. El evoluează la echipa OH Leuven pe postul de portar.